# Paul Due
Paul Due (født 13. august 1835 i Kristiansand, død 26. februar 1919 i Oslo) var en norsk arkitekt. Han regnes som en typisk repræsentant for hannoverskolen, sammen med Bernhard Steckmest, som han arbejdede sammen med i årene 1870–1890. Han var desuden far til arkitekten Paul Armin Due.

## Biografi
Due blev uddannet indenfor ingeniørvidenskab ved Hannovers Polytechnikum i årene 1852–1856. De første år efter at han var færdig med studierne, opholdt han sig i USA og arbejdede på forskellige kontorer der. Blandt andet arbejdede han med befæstninger for Sydstaterne under den amerikanske borgerkrig. Efter at han kom tilbage til Norge i 1865, tegnede han 23 bygninger i Drammen, efter at byen blev ramt af en stor brand i 1866.
I 1870 indledte han et samarbejde med Steckmest i firmaet Due & Steckmest, hvor det ofte var Steckmest, der stod for tegningerne, mens Due havde det administrative ansvar og arbejdet med byggesagerne. I denne periode stod de for opførelsen af en række kendte bygninger i Oslo.
Efter afslutningen på samarbejdet med Steckmest var Due i årene 1901-1910 tilknyttet NSB som jernbanearkitekt. Han er blevet tillagt mere end 2.000 bygninger ved udbygningen af det norske jernbanenet, men det tal er nok sat for højt, da sønnen Paul Armin Due også stod for en række af disse, især i perioden 1900-1910. Due tegnede forskellige slags stationer, både i træ og sten, og i forskellige stilarter, herunder schweizerstil, dragestil og jugend, og især til Solørbanen, Gudbrandsdalsbanen, Setesdalsbanen, Brevikbanen, Ofotbanen og Gjøvikbanen. En af hans mest kendte stationer fra denne tid er Hamar Station fra 1896.
Derudover stod han også for enkelte andre bygninger som Vålerenga skole i upudset tegl med overlærerbolig og gymnastiksal fra 1891-1895. I 1891 tegnede han Festiviteten i Skien, hvor Teater Ibsen holdt til indtil udgangen af 2010.

## Udvalgte arbejder

### Hos Due & Steckmest
- 1872–1873 og 1884–1885 – Athenæum i Akersgaten 18 i Oslo
- 1872 – Parkveien 43 i Oslo
- 1873 – Stormagasinet Steen & Strøm i Kongens gate 23 i Oslo, brændt i 1929, genopbygget i 1930 af arkitekt Ole Sverre
- 1873–1875 – villaen Lykkeberg i Lykkebergparken i Fredrikstad
- 1873 – Lejeboliger i Inkognitogaten 16 i Oslo
- 1875 – Onsumslottet i St. Halvards gate 33 i Oslo, nedrevet 1905
- 1875 – Dues egen villa i Inkognitogaten 14 i Oslo
- 1877 – Parkveien 41a i Oslo
- 1880–1881 – Boligkomplekset på Sehesteds plass i Oslo
- 1881 – Uranienborg terrasse 11 i Oslo
- 1883 – St. Edmunds kirke i Møllergaten 30 i Oslo
- 1885 – Uranienborgslottet for Julius Jakhelln, Uranienborg terrasse 2 og de sammenhængende nr 4 og 6
- 1885–1889 – Boligkomplekset Det engelske kvarter på Solli plass i Oslo, nedrevet i 1965
- 1887 – Ringnesslottet, Colletts gate 43 i Oslo
- 1889 – Uranienborg terrasse 9 i Oslo

### I egen praksis
- 1891 – Festiviteten i Skien
- 1896 – Hamar Station
- 1899–1900 – Kornsjø Station
- 1902 - NSB's administrationsbygning på Administrasjonsveien 3, Narvik (nu Museum Nord - Narvik)
- 1905 – Steinkjer Station